# نمی‌توانی عروس را ببوسی
نمی‌توانی عروس را ببوسی (به انگلیسی: You May Not Kiss the Bride) یک فیلم کمدی، اکشن و رمانتیک آمریکایی محصول سال ۲۰۱۱ به نویسندگی و کارگردانی راب هدن با بازی دیو انابل، کاترین مک‌فی، مینا سوواری، کتی بیتس و راب اشنایدر است.

## داستان
برایان لایت هاوس (دیو انابل)، عکاس بی‌ادعای حیوانات خانگی، زمانی که مجبور می‌شود با ماشا نیکیتین (کاترین مک‌فی) برای پرداخت بدهی به والدین جنایتکارش برخلاف میل او، ازدواج کند، وارد یک ماجراجویی جدی اکشن و عاشقانه می‌شود. پدر ماشا ولاتکو (کن داویتیان) او را با برایان ازدواج می‌کند تا برای او گرین کارت بگیرد، به شرطی که برایان نتواند او را لمس کند. دوست پسر سابق ماشا، بریک (وینی جونز) که عاشق اوست، برای گذراندن ماه عسل خود در یک استراحتگاه گرمسیری دورافتاده در جایی در تاهیتی، آنها را تعقیب می‌کند و…

## تولید
این فیلم در اوایل سال ۲۰۰۹ در هاوایی فیلمبرداری شد.

## موسیقی
بیشتر آهنگ‌های استفاده شده در این فیلم از نوازندگان هاوایی است. یکی از آهنگ‌ها، «بیگانه زیبا» توسط ستاره مک‌فی و تهیه‌کنندگان دیوید و شاونا جکسون نوشته شده‌است. موسیقی متن در حال حاضر در iTunes در دسترس است.